# Castianeira gaucha
Castianeira gaucha là một loài nhện trong họ Corinnidae.
Loài này thuộc chi Castianeira. Castianeira gaucha được Cândido Firmino de Mello-Leitão miêu tả năm 1943.